# Elizabeth Patterson Bonaparte

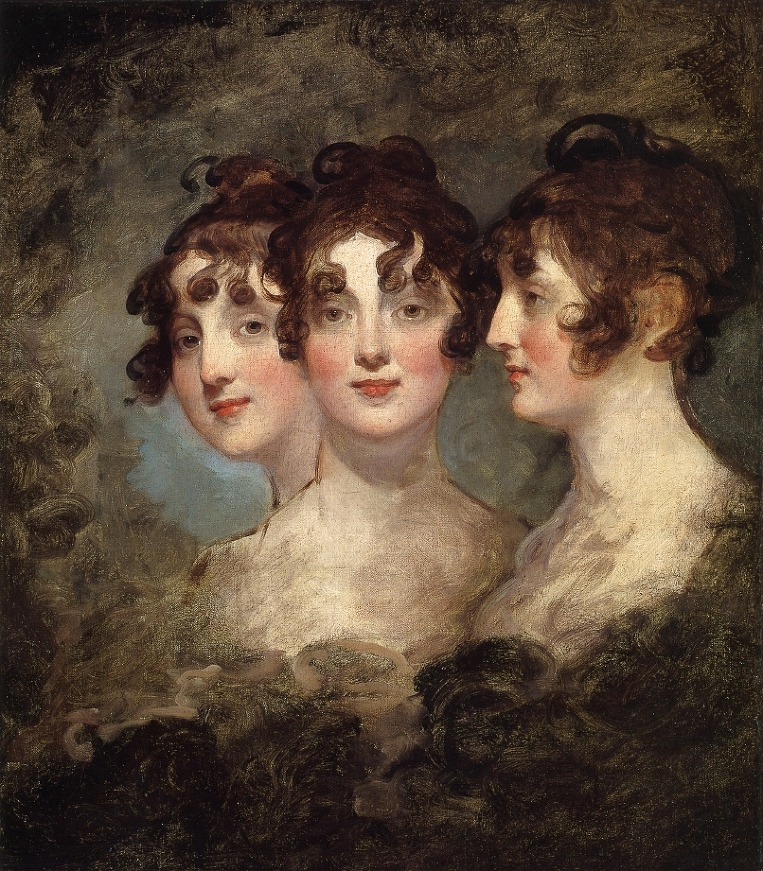
Trippelporträtt av Gilbert Stuart, 1804

Elizabeth Patterson Bonaparte, född 6 februari 1785, död 4 april 1879, var Jérôme Bonapartes första hustru.
Hon var dotter till storköpman i Baltimore, USA, William Patterson, och Dorcas Spear Patterson. 
Giftermålet med Jérôme Bonaparte, som skedde i Baltimore 24 december 1803, erkändes aldrig av familjen Bonaparte, och Napoleon I framtvingade 1805 en skilsmässa mellan de båda. Paret färdades till Europa, men då de hade anlänt förvägrade Napoleon Elizabeth tillstånd att lämna skeppet och stiga i land i vare sig Frankrike eller i Nederländerna, som då låg under Frankrike. Jérôme steg iland i syfte att övertala sin bror att erkänna äktenskapet, men Elizabeth, som var gravid, tvingades avresa till Storbritannien, där hennes barn föddes i London. Napoleon framtvingade sedan en skilsmässa i hennes frånvaro. Sonen, Jérôme Bonaparte-Patterson, erkändes aldrig som legitim. 
Elizabeth återvände till sin far i Baltimore med sin son. Hon uppges ha använt sig av sin kejserliga förbindelse för att höja sin status i societetslivet, och beskrivs som vacker, kvick och elegant. Hon besökte Europa igen efter Napoleons slutliga fall 1815, och gjorde då succé i societetslivet. Elizabeth Patterson Bonaparte levde under större delen av sitt liv ett bekvämt och händelselöst societetsliv i Baltimore. År 1815 genomdrev hon en amerikansk skilsmässa från Jérôme Bonaparte. 
År 1860 avled Jérôme Bonaparte, och året därpå gjorde Elizabeth anspråk på arv efter honom för sig själv och sin son vid en domstol i Paris, men anspråken avvisades. 